# Killer Croc
Killer Croc (pol. Zabójczy Kroko) – fikcyjny superzłoczyńca, pojawiający się w komiksach wydawanych przez DC Comics oraz filmach związanych z postacią Batmana.

## Życiorys
Waylon Jones cierpiał na rzadką chorobę skóry od dziecka. Jego dolegliwość aktywowała rozwój prymitywnych cech ewolucyjnych w jego kodzie genetycznym i z biegiem skóra przybrała żwirowatą fakturę podobną do tej u gadów i stwardniała. Wszyscy jego rówieśnicy uważali go za dziwadło. Wyszydzany i poniewierany z czasem zmienił się w prawdziwego potwora. Poprzez urazy z dzieciństwa stał się psychopatą pałającym wrogością do każdego innego człowieka. Pewnego razu sprowokowany zabił człowieka gołymi rękami, za co został zamknięty. Wyszedł z więzienia po kilkunastu latach odsiadki. Były chwile, iż Waylon zachowywał się jak krokodyl i uważał się za takiego. Polował jak zwierzę i zabijał bez skrupułów. Od młodego musiał uczyć się walczyć i bronić. Z czasem wyrobił sobie doskonałą kondycję fizyczną i potężne muskuły. Później próbował odciąć się od cywilizacji i znienawidzonych ludzi, którzy tak długo wmawiali mu, że jest potworem, aż sam w to uwierzył. Robił kiedyś karierę jako zapaśnik walczący z aligatorami i przyjął pseudonim jako Killer Croc. Uświadomił sobie, że jego nadludzka siła może mu pomóc zostać wpływową postacią półświatka w Gotham City. Jednym z niewielu, którym udało się pokonać Killer Croca był Bane. W Batman: Knightfall podczas pierwszego starcia Croc nie wiedział, że ma do czynienia z nadczłowiekiem. Zlekceważył przeciwnika, czego skutkiem była bolesna przegrana i złamane ręce. Poturbowany trafił do więzienia skąd wkrótce zbiegł, nosząc jeszcze gips na połamanych kończynach. Pragnął rewanżu z Bane'em. Mimo iż Bane'owi udało się ponownie złamać rękę Crocowi ten nie ustępował i walczył dalej. Zacięta walka, która miała miejsce w gothamskich kanałach nie została rozstrzygnięta. Obaj wylądowali w strumieniu ścieków, a rwący potok nieczystości porwał ich w dwa różne miejsca i nie mogli dokończyć potyczki. Udał się do Nowego Orleanu, gdzie na bagnach odnalazł spokój. Jednak wyśledził go Batman, który chciał jego powrotu do więzienia. Po walce i nietypowej "sugestii" Swamp Thinga Bruce Wayne pozwolił Croc'owi pozostać na bagnach. Dzięki dobrej kondycji, ostrym zębom i pazurom polował i żywił się na bagnach. Po jakimś czasie zatęsknił jednak do Gotham i wrócił tam, aż z Louisiany. Mimo iż Killer Croc zaliczył wiele porażek w swym życiu, nadal jest jednym z najsilniejszych przeciwników Batmana.

## Inne media

### Filmy
- Killer Croc pojawił Legion samobójców (2016), w jego rolę wcielił się Adewale Akinnuoye-Agbaje. W tej wersji Waylon Jones jest metaczłowiekiem[4]. Wedle filmu urodził się 3 czerwca 1968 roku w miejscowości Tampa na Florydzie. Mierzy 7 stóp i waży 360 funtów[5].
- Killer Croc pojawił się w japońsko-amerykańskim filmie animowanym Batman: Gotham Knight (2008) jako henchman Stracha na Wróble[6].

### Seriale
- Killer Croc występował w serialach animowanych DCAU: Batmanie (1992-1995) i jego kontyunacji The New Batman Adventures (1997-1999). W pierwszym głosu użyczył mu Aron Kincaid, w drugim Brooks Gardner. Miał pojawił się Batmanie przyszłości w nawiazaniu do tego, że krokodyle są długowieczne[7]. W wersji tej ma inne personalia niż w komiksie, na nazwisko ma Morgan i jest byłym wrestlerem z Miami, który w Gotham City zszedł na drogę przestępczą[8].
- Killer Croc pojawił się animowanym Batman (2004-2008), w którym głosu mu użyczył Ron Perlman. W wersji tej jest inteligentniejszy niż w innych interpretacjach postaci, a także jest ogoniastym krokodylopodobnym potworem. Nie jest znana jego tożsamość, jak i pochodzenie. Pada sugestia, że to efekt wyniku eksperymentów wojskowych[9].

### Gry komputerowe
- W  Mortal Kombat 11 Killer Croc służy jako skórka dla Baraki[10].
- Killer Croc pojawiał się także serii gier Batman: Arkham Asylum[11].
- Był jednym z przeciwników Batmana w Lego Batman: The Video Game.